# Petalifera petalifera
Petalifera petalifera é uma espécie de molusco pertencente à família Aplysiidae.
A autoridade científica da espécie é Rang, tendo sido descrita no ano de 1828.
Trata-se de uma espécie presente no território português, incluindo a zona económica exclusiva.